# William Edel
Pour les articles homonymes, voir Edel.
 (novembre 2023).
La mise en forme du texte ne suit pas les recommandations de Wikipédia : il faut le « wikifier ».
Les points d'amélioration suivants sont les cas les plus fréquents. Le détail des points à revoir est peut-être précisé sur la page de discussion.
- Les titres sont pré-formatés par le logiciel. Ils ne sont ni en capitales, ni en gras.
- Le texte ne doit pas être écrit en capitales (les noms de famille non plus), ni en gras, ni en italique, ni en « petit »…
- Le gras n'est utilisé que pour surligner le titre de l'article dans l'introduction, une seule fois.
- L'italique est rarement utilisé : mots en langue étrangère, titres d'œuvres, noms de bateaux, etc.
- Les citations ne sont pas en italique mais en corps de texte normal. Elles sont entourées par des guillemets français : « et ».
- Les listes à puces sont à éviter, des paragraphes rédigés étant largement préférés. Les tableaux sont à réserver à la présentation de données structurées (résultats, etc.).
- Les appels de note de bas de page (petits chiffres en exposant, introduits par l'outil «  Source ») sont à placer entre la fin de phrase et le point final[comme ça].
- Les liens internes (vers d'autres articles de Wikipédia) sont à choisir avec parcimonie. Créez des liens vers des articles approfondissant le sujet. Les termes génériques sans rapport avec le sujet sont à éviter, ainsi que les répétitions de liens vers un même terme.
- Les liens externes sont à placer uniquement dans une section « Liens externes », à la fin de l'article. Ces liens sont à choisir avec parcimonie suivant les règles définies. Si un lien sert de source à l'article, son insertion dans le texte est à faire par les notes de bas de page.
- La présentation des références doit suivre les conventions bibliographiques. Il est recommandé d'utiliser les modèles {{Ouvrage}}, {{Chapitre}}, {{Article}}, {{Lien web}} et/ou {{Bibliographie}}. Le mode d'édition visuel peut mettre en forme automatiquement les références.
- Insérer une infobox (cadre d'informations à droite) n'est pas obligatoire pour parachever la mise en page.

Pour une aide détaillée, merci de consulter Aide:Wikification.
Si vous pensez que ces points ont été résolus, vous pouvez retirer ce bandeau et améliorer la mise en forme d'un autre article.
William Edel (16 mars 1894 - 16 septembre 1996) était un intellectuel américain, pasteur de l’Église méthodiste, aumônier militaire de la Marine américaine et président du Dickinson College de 1946 à 1959. Dickinson College est une université privée fondée en 1773 sous le nom de Carlisle Grammar School, L'établissement a reçu sa charte le 9 septembre 1783 ce qui en fait le premier collège à avoir été fondé après l'Indépendance des États-Unis. Dickinson a été fondé par Benjamin Rush, un Père fondateur et signataire de la Déclaration d'indépendance

## Biographie
William Wilcox Edel est né le 16 mars 1894 à Baltimore. Il a fréquenté la Friends School de Baltimore, le Baltimore City College, le Dickinson College et l'Université de théologie de Boston.

### Premier scout
William Edel fut l'un des premiers scouts d'Amérique. En tant que membre de la troupe 1 du Mont Washington au cours de l'été 1910, Edel a participé au premier camp national de scouts organisé en août au Silver Bay sur le lac George. dans le nord de l'État de New York. Ce camp expérimental a été dirigé par le chef scout Ernest Thompson Seton, auteur réputé et artiste animalier. Le camp comprenait 120 garçons et 20 adultes, dont beaucoup venaient des YMCA du nord-est, déjà engagés dans les Woodcraft Indians de Seton. Comme l’a dit Edel : « Je suis arrivé au camp en tant qu’Indien de l’artisanat du bois et je suis reparti en tant que boy-scout. » 

### Aumônier de la Marine
William Edel fut aumônier de la US Navy de 1917 à 1946. Il a servi dans l'Atlantique, a été surintendant de l'éducation aux Samoa américaines et, pendant la Seconde Guerre mondiale, a été aumônier de zone pour le Pacifique Sud. Il obtient le grade de capitaine de frégate.

### Président d'université
En 1946, le Dr Edel est vingt-deuxième président du Dickinson College, restant à ce poste pendant les treize années suivantes, jusqu'en 1959.

## Honneurs, décorations, prix et distinctions
- Phi Bêta Kappa, 1915. La société Phi Beta Kappa (ΦΒΚ) est la plus ancienne société d'honneur universitaire des États-Unis et la plus prestigieuse, en raison notamment de sa longue histoire et de sa sélectivité académique[6].
- Docteur honoraire en théologie, Dickinson College, 1935

## Œuvres publiées
- « John and Mary's College over Susquehanna », Newcomen Society in North America, 1956[7].
- « Mes cent ans, 1894-1994 ». El Cajon, Californie : L. Mailliw, 1994. Imprimé[8].